# Tryb wiązania bloków zaszyfrowanych
Tryb wiązania bloków zaszyfrowanych (z ang. Cipher Block Chaining – CBC) – jeden z trybów pracy szyfrów blokowych wykorzystujący sprzężenie zwrotne, samosynchronizujący się; w trybie tym blok tekstu jawnego jest sumowany modulo 2 z szyfrogramem poprzedzającego go bloku w związku z czym wynik szyfrowania jest zależny od poprzednich bloków. Pierwszy blok, przed zaszyfrowaniem, jest sumowany modulo dwa z losowo wygenerowanym wektorem początkowym IV (ang. initialization vector), wektor ten nie musi być utrzymywany w tajemnicy.
Operacje wykorzystywane podczas szyfrowania wyglądają następująco:
{\displaystyle C_{0}=IV}
{\displaystyle C_{i}=E(P_{i}\oplus C_{i-1})}
natomiast podczas deszyfrowania tak:
{\displaystyle P_{i}=D(C_{i})\oplus C_{i-1}}